# 鎖匠

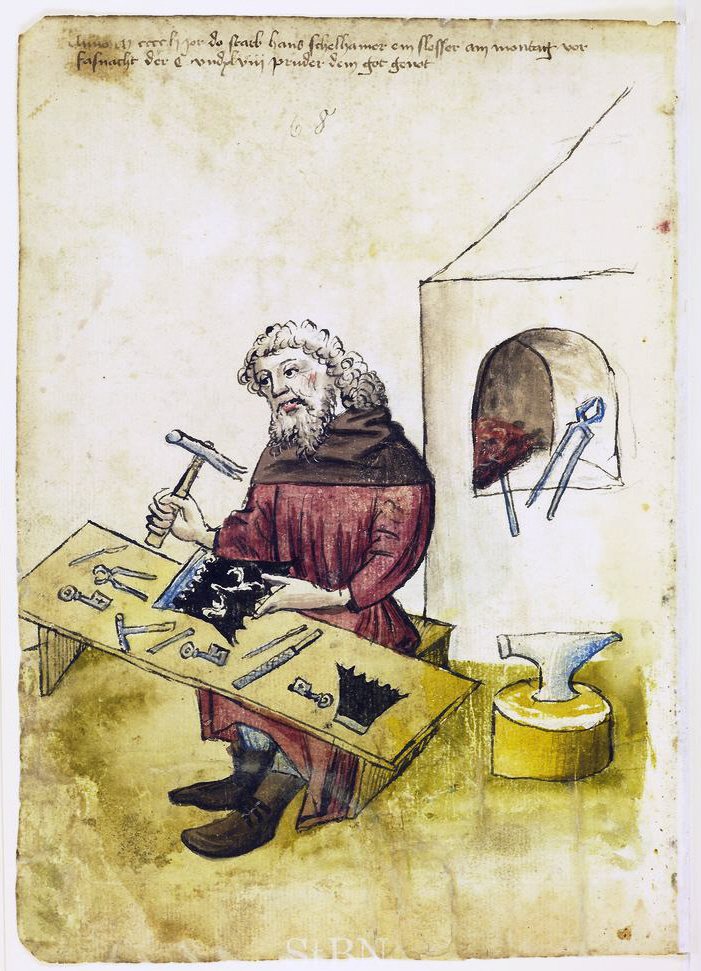
德国锁匠，1451年

鎖匠，又稱開鎖師，是從事與鎖相關技術（制造和破解門锁）的工匠和技術人員，能在沒有鎖匙的情況下以盡量不破壞鎖的技術開鎖，也能製作、維修門鎖和鎖匙。當人們遺失鎖匙，或外出時把忘記帶鎖匙被反鎖在門外，就需要鎖匠幫忙。在许多国家有學徒專門拜師學藝。
由於開鎖是一門可能侵犯人隱私的技術，鎖匠被要求必須具有較高的職業道德。另外有些賊匪看中目標單位後會向鎖匠訛稱是自己的處所，然後鎖匠在不知情的情況下為賊匪的目標開鎖，故此執法機關會制訂一些措施，防止賊匪利用鎖匠來犯案。